# كلية التربية الإنسانية (جامعة البصرة)
كلية التربية الإنسانية في جامعة البصرة اسست كلية التربية في جامعة البصرة سنة 1975 – 1976 الدراسية بعدد من الطلبة بلغ (956) طالباً وطالبة، ويعتمد النظام التكاملي أي ان الطالب يدرس المواد العلمية والتربوية معا،
أنشأت في كلية التربية مجلتي أبحاث
1. مجلة أبحاث البصرة - العلميات
2. مجلة أبحاث البصرة - الانسانيات _ تنشر بحوث المدرّسين من داخل وخارج الكلية

ومركز للوسائل التعليمية الحديثة ومختبر للصوتيات لتعليم اللغات الأجنبية ومكتبة الكلية التي سميت بمكتبة نازك الملائكة نهاية العقد الأول من القرن الـ21،
في صيف عام 1912 انقسمت كلية التربية إلى
1. كلية التربية للعلوم الصرفة
2. كلية التربية الإنسانية

انقسمت معها المجلة والمكتبة لتبقى مكتبة نازك للانسانيات
يخضع القبول في الكلية إلى خطة القبول المركزي لكليات التربية في الجامعات العراقية. لقد عملت الكلية منذ تأسيسها على تنفيذ شعار (الجامعة في خدمة المجتمع) وذلك بأنفتحاتها على المؤسسات التربوية.

## اقسام الكلية
تضم كلية التربية إحدى عشر قسماً هي:
- اللغة العربية
- اللغة الإنكليزية
- التاريخ
- الجغرافية
- الإرشاد التربوي
- العلوم التربوية والنفسية

## الدراسات العليا
فتحت الدراسات عليا (الماجستير والدكتوراه) في أقسام الكلية جميعها بعد ما كانت مقتصرة على قسم الإرشاد التربوي. للكلية الدور الرئيسي في تأسيس مركز الإرشاد التربوي والرعاية النفسية في الجامعة الذي أنشئ عام 1994. مدة الدراسة في الكلية أربع سنوات وهي تتبع النظام السنوي في التدريس، وتمنح الكلية شهادة البكالوريوس في الاختصاصات الرئيسية الموجودة فيها.

## أهداف الكلية
- إعداد الكوادر التدريسية المسلحة بالعلم والمعرفة تلبية لحاجة المؤسسات التربوية والتعليمية في الدراسة المتوسطة والإعدادية.
- تطوير أساليب التدريس في المدارس المتوسطة والإعدادية.
- إعداد الكوادر العلمية والمثقفة والقادرة على مواصلة دراستها العليا أو العمل في مركز البحوث.
- اعداد كوادر التدريسية متمكنة للتعامل مع الطلبة في ظل ظروف هذا العصر

## وصلات خارجية
موقع الجامعة